# Paulin z Lemberka
Paulin z Lemberka, též Paulin z Löwenbergu, či Löwenberku, někdy nesprávně uváděný jako Paulin ze Lvova byl slezský německý františkán a kněz činný v 70. až 90. letech 15. století. Jeho přídomek (z Lemberka) nemusí odkazovat na místo narození, ale na místo dřívějšího působiště. V dolnoslezském městě Lwówek Śląski (německy Löwenberg) existoval již od 13. století konvent františkánů patřící do saské provincie, kteří, podobně jako observanti usilovali v průběhu 15. století o reformaci svého řádu. Paulin zde hypoteticky mohl pobývat, ale později se připojil k františkánské větvi observantů. Do roku 1475 působil jako kvardián kláštera františkánů observantů ve Vratislavi. V březnu 1475 byl spolu s dalšími františkány vyslán k osídlení nově založeného kláštera v Nyse. Současně bratr Paulin působil ve vedení českého františkánského vikariátu (od roku 1517 provincie), zejména jako definitor - člen čtyřčlenného poradního sboru (definitoria), jímž byl v letech 1473/74, 1475/76, 1478/79, 1480/81. Po delší přestávce byl opět zvolen definitorem léta 1489 až 1491, kdy první rok byl zároveň provinčním diskretem a kvardiánem v Lehnici. Následně byl pro léta 1492/1493 zvolen přímo do čela českého františkánského vikariátu jako jeho provinční vikář.
Jako zástupce vikariátu - provinční diskret byl Paulin spolu s tehdejším provinčním vikářem Antonínem z Lipska vyslán na generální řádovou kapitulu roku 1490 do italského Urbino, kde se řešily spory mezi českými a německými františkány v českém vikariátu. I po návratu do vlasti se pak podílel na řešení národnostní sporů v konkrétních klášterech, například v Tachově. Také o tři roky (1493) později cestoval Paulin jako provinční vikář spolu s Ludvíkem z Pruska na generální kapitulu františkánů do Florencie kvůli národnostním sporům. Na této kapitule Ludvík předložil shromážděným teologům svůj spis „Trilogium animae“, jehož vytištění Paulin následně zajistil. Roku 1496, tři roky po dokončení knihy, již po smrti Ludvíka z Pruska zaslal významný františkánský teolog, filozof a právník Ludovico della Torre (Ludvík z Turre, † 1502) zmíněný spis Paulinovi s velkou pochvalou a oceněním. Po získání podpory generálního vedení řádu se Paulin z Lemberka obrátil 10.2.1496 z Brna dopisem na moravského rodáka Mikuláše Glassbergera, tehdy zpovědníka ve františkánském klášteře v Norimberku, aby se postaral o vydání díla. Glassberger následně zajistil vytištění u místního prestižního tiskaře Antona Kobergera v roce 1498.